# Leif Ekström
Leif Ekström é atualmente pastor na Igreja Korskyrkan em Örebro na Suécia. 
Foi diretor da Editora Batista Independente, filiada a CIBI (Convencao das Igrejas Batistas independentes) e professor junto ao Seminário Teológico Batista Independente  em Campinas, SP. 
É Bacharel em Teologia pelo STBI, jornalista pela PUC de Campinas, SP e Tecnólogo em Processamento de Dados pela Universidade Católica de Brasília.